# Sierra de la Contraviesa
Pour les articles homonymes, voir Sierra.
La sierra de la Contraviesa est une chaîne de montagnes située au sud des provinces espagnoles de Grenade et d'Almería. Elle s'étend sur les communes de Torvizcón, Cástaras, Murtas, Turón, Albondón, Adra, Albuñol, Sorvilán, Polopos, Rubite et Órgiva.
Coincée entre le Guadalfeo au nord et la côte méditerranéenne au sud, la sierra de la Contraviesa est voisine de la sierra de Lújar et de la sierra de Gádor, dont elle est séparée par la vallée de l'Adra. Au nord, au-delà du Guadalfeo se dresse la sierra Nevada, dont les sommets principaux (Veleta et Mulhacén) sont visibles de loin. Son point culminant est le mont Salchicha, qui s'élève à 1 545 mètres d'altitude.
Une partie du massif est intégrée au site historique des Alpujarras.

## Géologie
La sierra de la Contravieso appartient au système des Alpujarras (Sistema Alpujarroide), plus précisément de la Alpujarra Baja. Celui-ci constitue un vaste ensemble de massifs et vallées, englobant une grande partie de la zone la plus côtière de la cordillère sous-bétique (sous-système des cordillères Bétiques), depuis la province de Malaga. Cet ensemble est né lors de la période d'orogenèse du plissement alpin, qui a provoqué le plissement et l'érection des matériaux paléozoïques de l'ancien massif Bétique.

## Orographie
Ses principaux sommets sont le mont Salchicha, qui culmine à 1 545 mètres d'altitude à l'ouest de la chaîne, et le Cerrajón de Murtas, situé dans la partie orientale du massif et dont l'altitude atteint 1 514 mètres. Entre ces deux extrémités se déroulent des paysages ondulés de montagnes plus ou moins accidentées, où se succèdent collines, coteaux, ravins et ravines, et dont l'altitude moyenne se situe entre 1 100 et 1 200 mètres, la superficie totale de ce massif étant d'environ 600 km2.
Les versants nord, marqués par la présence de ravines, viennent mourir dans le Guadalfeo, tandis que les versants méridionaux viennent s'éteindre dans la mer Méditerranée où ils forment de petits deltas ou pointes de terre de caractère alluvial.

## Faune et flore
La sierra regorge d'amandiers, de vignes et de figuiers. On y trouve de nombreux chênes-lièges, notamment au col de Haza de Lino (1 280 mètres), où subsiste la plus ancienne et la plus haute forêt de cette espèce de la péninsule Ibérique.